# Christian Auer
Pour les articles homonymes, voir Auer.
Christian Auer, né le 4 avril 1966 à Innsbruck, est un ancien skeletoneur autrichien.
Il domina son sport durant les années 1990, devenant champion du monde en 1991 et remportant cinq coupes du monde.

## Palmarès
| Compétitions / Année    | 1987 | 1988 | 1989 | 1990 | 1991 | 1992 | 1993 | 1994 | 1995 | 1996 | 1997 | 1998 | 1999 | 2000 | 2001 | 2002 |
| ----------------------- | ---- | ---- | ---- | ---- | ---- | ---- | ---- | ---- | ---- | ---- | ---- | ---- | ---- | ---- | ---- | ---- |
| Jeux olympiques d'hiver | -    | -    | -    | -    | -    | -    | -    | -    | -    | -    | -    | -    | -    | -    | -    | 12e  |
| Champ. du monde         | -    | -    | 2e   | -    | 1er  | 3e   | -    | 4e   | 2e   | 3e   | 19e  | -    | -    | 7e   | 5e   |      |
| Champ. d'Europe         | 2e   | -    | -    | -    | -    | -    | -    | -    | -    | -    | -    | -    | -    | -    | -    | -    |
| Coupe du monde          | -    | -    | 2er  | 1er  | 1er  | 1er  | 2er  | 1er  | 1er  | 3e   | -    | -    | -    | -    | -    | 9e   |

### Coupe du monde
- 5 globes de cristal en individuel : en 1990, 1991, 1992, 1994 et 1995.
- 23 podiums individuels : 9 victoires, 9 deuxièmes places et 5 troisièmes places.

#### Détails des victoires en Coupe du monde
| Édition   | Piste                     | Total |
| 1989-1990 | Breuil-Cervinia           | 1     |
| 1990-1991 | Saint-Moritz              | 1     |
| 1991-1992 | Breuil-Cervinia Königssee | 2     |
| 1993-1994 | Winterberg La Plagne      | 2     |
| 1994-1995 | Igls Königssee            | 2     |
| 1995-1996 | Lake Placid               | 1     |